# Dominik Hà Trọng Mậu
Dominik Hà Trọng Mậu, również Dominik Mau, wiet. Ðaminh Hà Trọng Mậu (ur. ok. 1794 w Phú Nhai, zm. 5 listopada 1858 w Hưng Yên) – wietnamski dominikanin, męczennik, święty Kościoła katolickiego.

## Życiorys
Dominik Hà Trọng Mậu urodził się w Phú Hani w prowincji Nam Định w Wietnamie. Ponieważ chciał zostać księdzem, uczył się w seminarium duchownym. W 1829, razem z 10 innymi księżmi z diecezji, poprosił o przyjęcie do zakonu dominikanów (Zakon Kaznodziejski). Podczas prześladowań został aresztowany 27 sierpnia 1858 i uwięziony w Hưng Yên. Tortury nie skłoniły go do wyrzeczenia się wiary, za co został ścięty.

## Dzień obchodów
Wspomnienie liturgiczne obchodzone jest w dniu jego śmierci 5 listopada i 24 listopada w grupie 117 męczenników wietnamskich.

## Beatyfikacja i kanonizacja
Beatyfikowany został 29 kwietnia 1951 roku przez Piusa XII.
Kanonizował go Jan Paweł II 19 czerwca 1988 w grupie 117 męczenników wietnamskich.